# Meandre
|  | Aquest article es refereix al terme meandre emprat en geomofologia. Per altres usos, vegeu Meandre (desambiguació). |

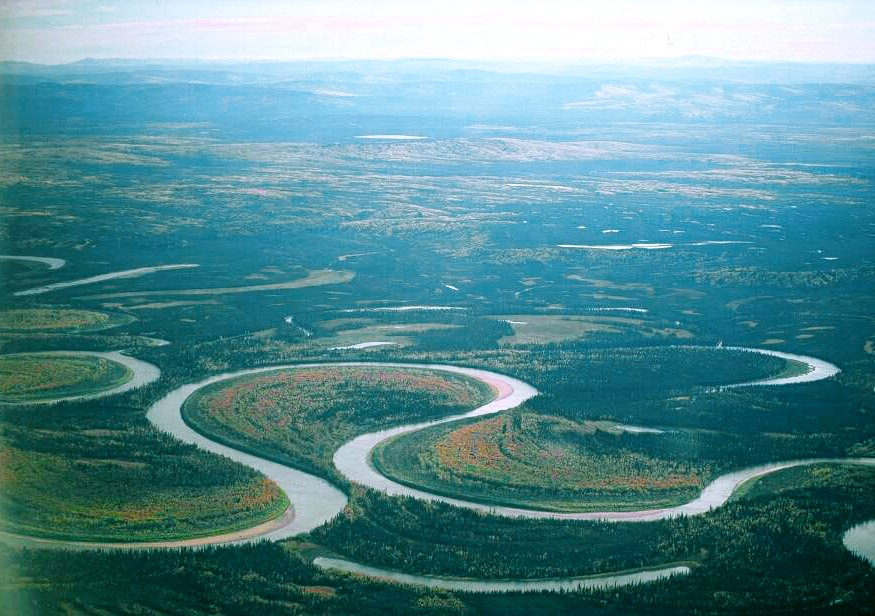
Meandres del riu Nowitna a Alaska, es poden observar alguns braços morts o meandres abandonats.

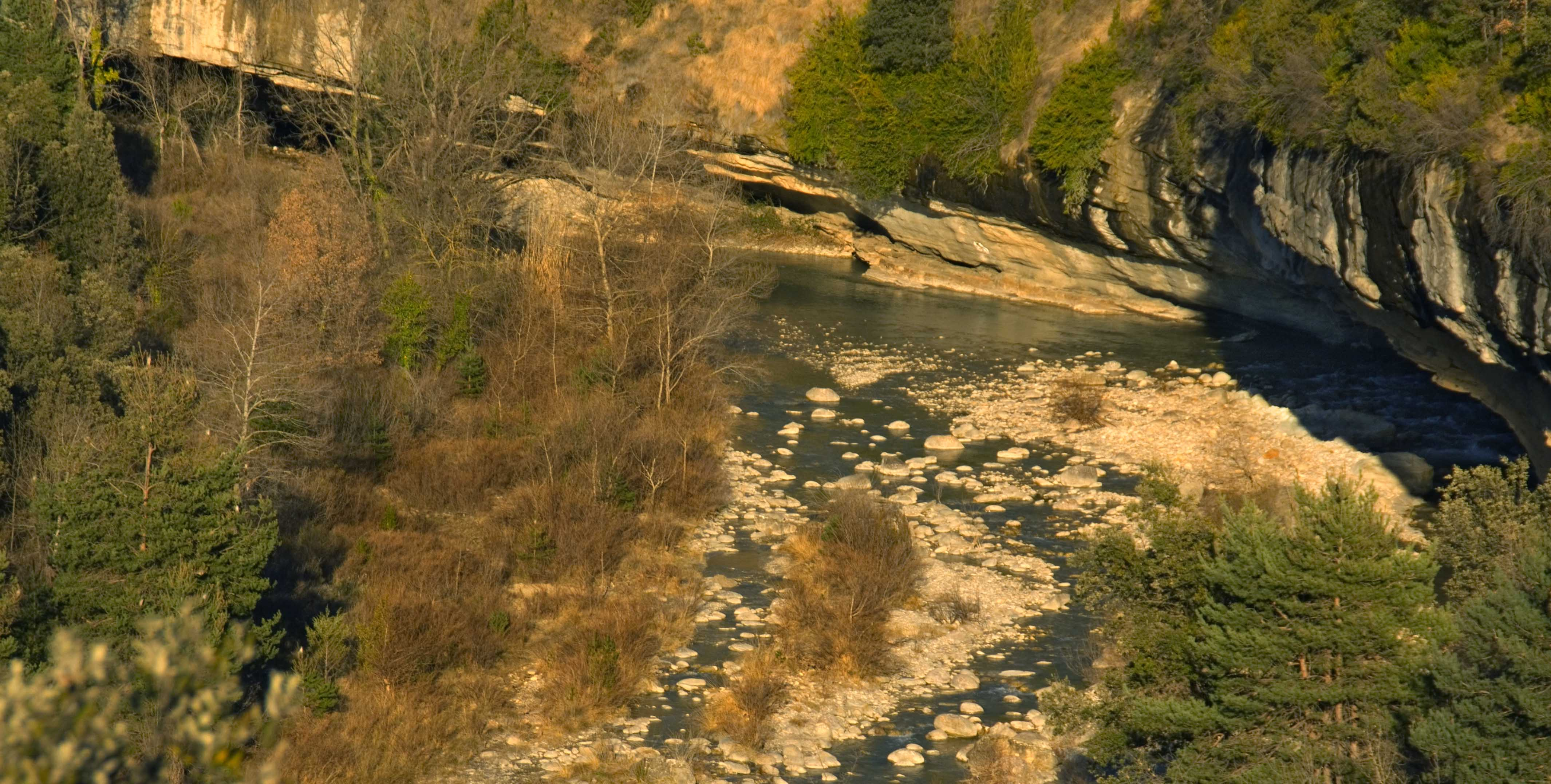
Meandre del riu Isàvena, Baixa Ribagorça

En geomorfologia, un meandre o els noms populars (al)goleja, anglada, calada, racó, raconada, reclau, recolzada, retorna, sofraja és un revolt o torcera molt pronunciat en un curs d'aigua. El meandre es forma quan el moviment de l'aigua del riu erosiona les ribes i amplia la seva vall i esdevé força planera.
Un corrent de qualsevol volum pot prendre la forma de meandres a mesura que alternativament va erosionant els sediments de la part exterior de la corba (la riba còncava) i els va dipositant a la part interior (la riba convexa, a la que la velocitat de l'aigua és més petita i no té tanta capacitat d'erosió), produint com a resultat una forma sinuosa al llarg de la vall. Quan un meandre és tallat pel corrent principal es forma el que s'anomena un braç mort.

## Etimologia
El nom prové del nom grec de l'antic riu Meandre de l'Àsia Menor, Μαίανδρος (Maiandros), particularment sinuós i divinitzat com el déu Meandre. Avui dia el riu és a Turquia i és conegut com a Büyük Menderes.

## Geometria dels meandres

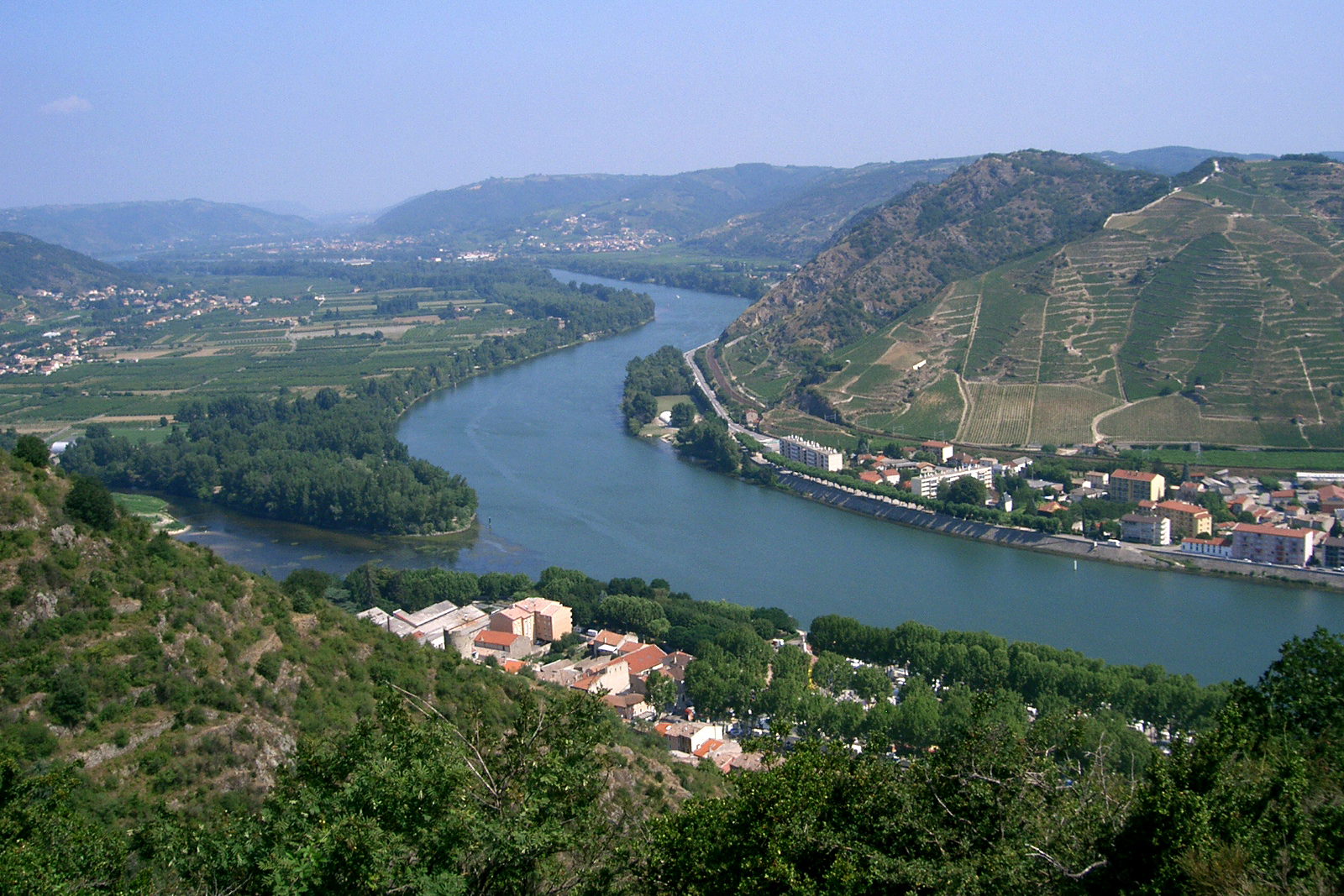
Un meandre del riu Roine.

La descripció tècnica d'un curs d'aigua serpentejant s'anomena geometria de meandres.> Es caracteritza com una forma d'ona irregular. Les formes d'ona ideals, com ara una ona sinusoidal, representen una línia gruixuda, però en el cas del curs d'un riu, l'amplada ha de ser presa en consideració. L'amplada entre vores és la distància del curs mesurada en una secció transversal al nivell de crescuda del riu, en general manifestada per les línies de vegetació més baixes.

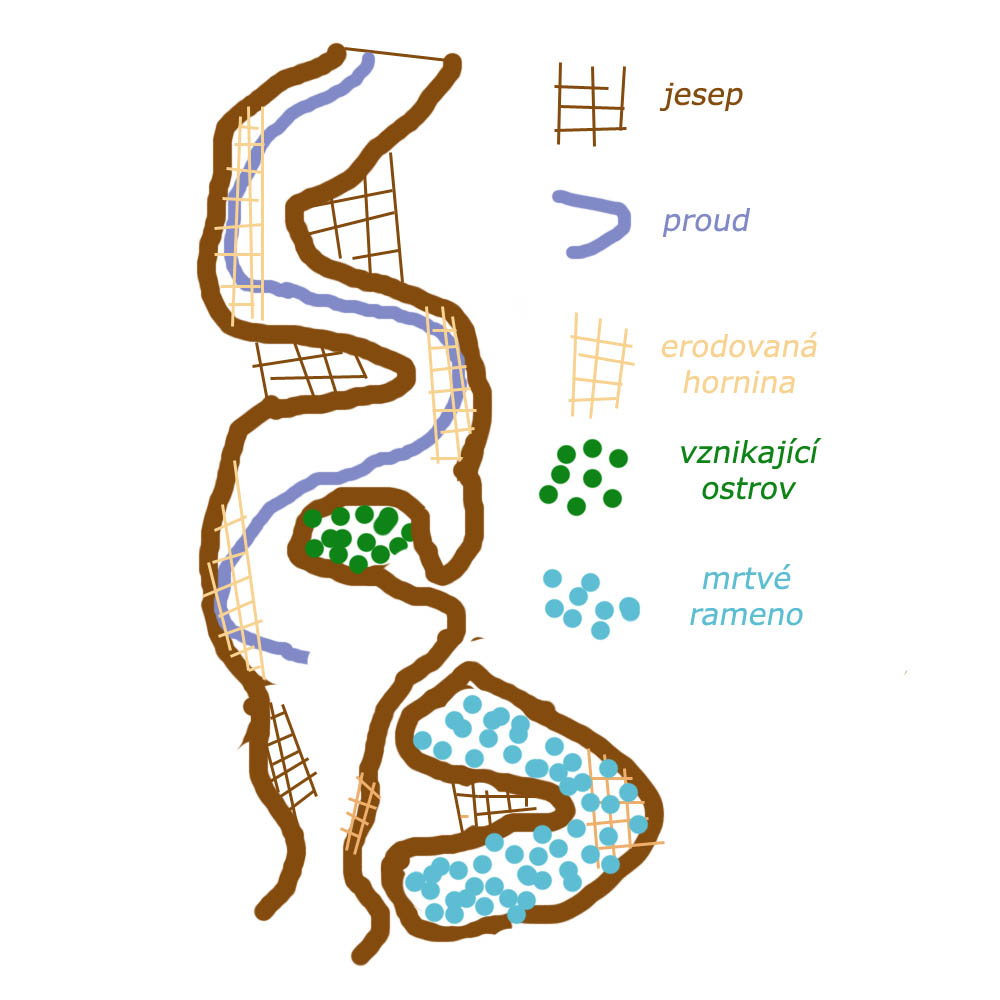
La línia blava és el tàlveg o thalweg.

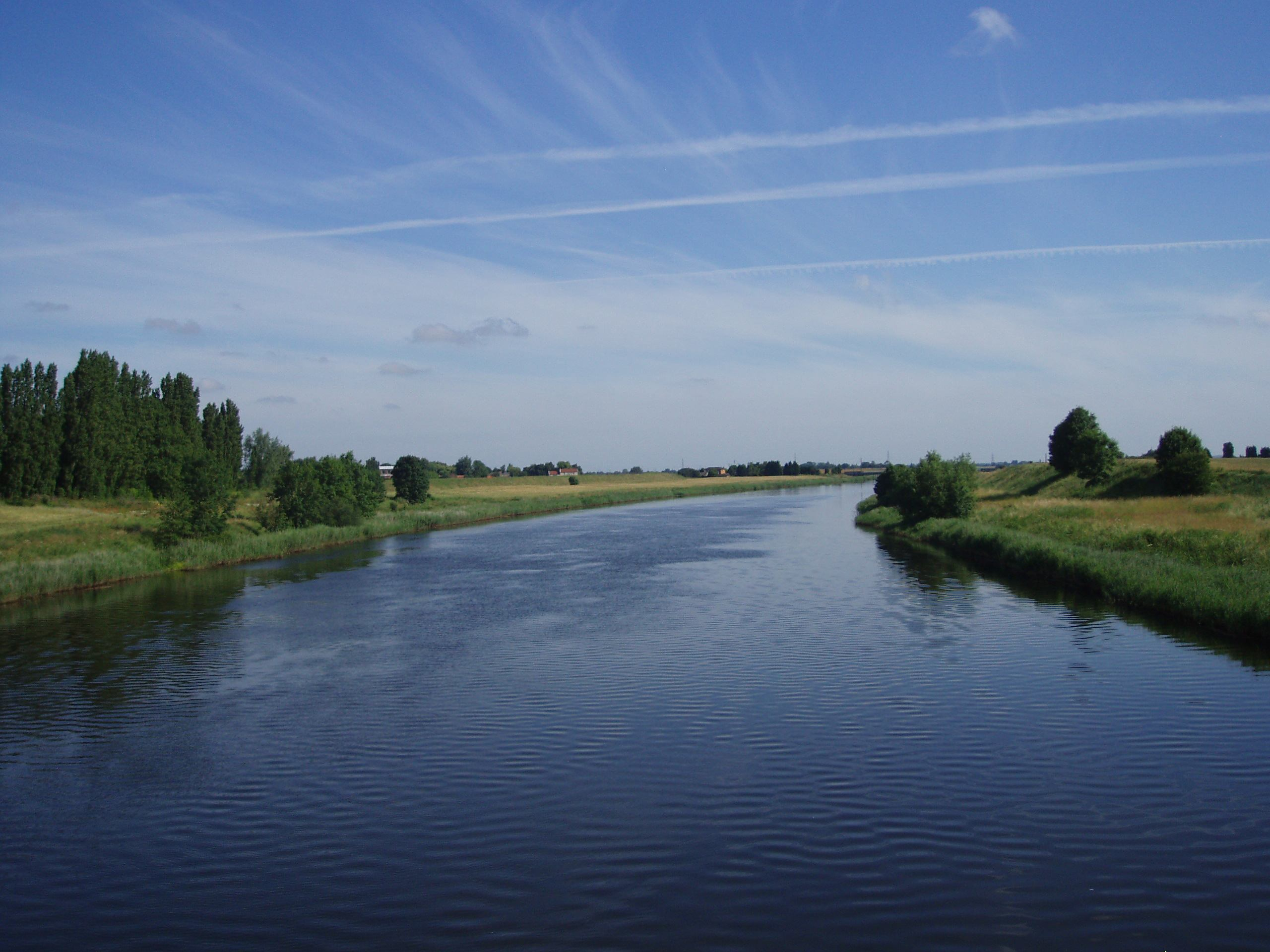
Riba còncava i convexa, Great Ouse Relief Channel.

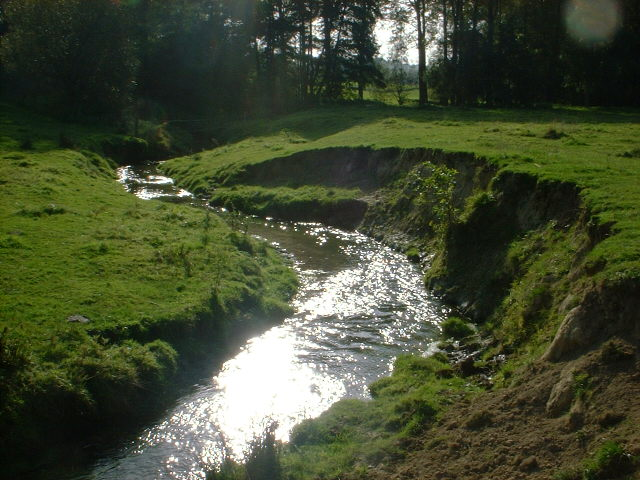
Un meandre.

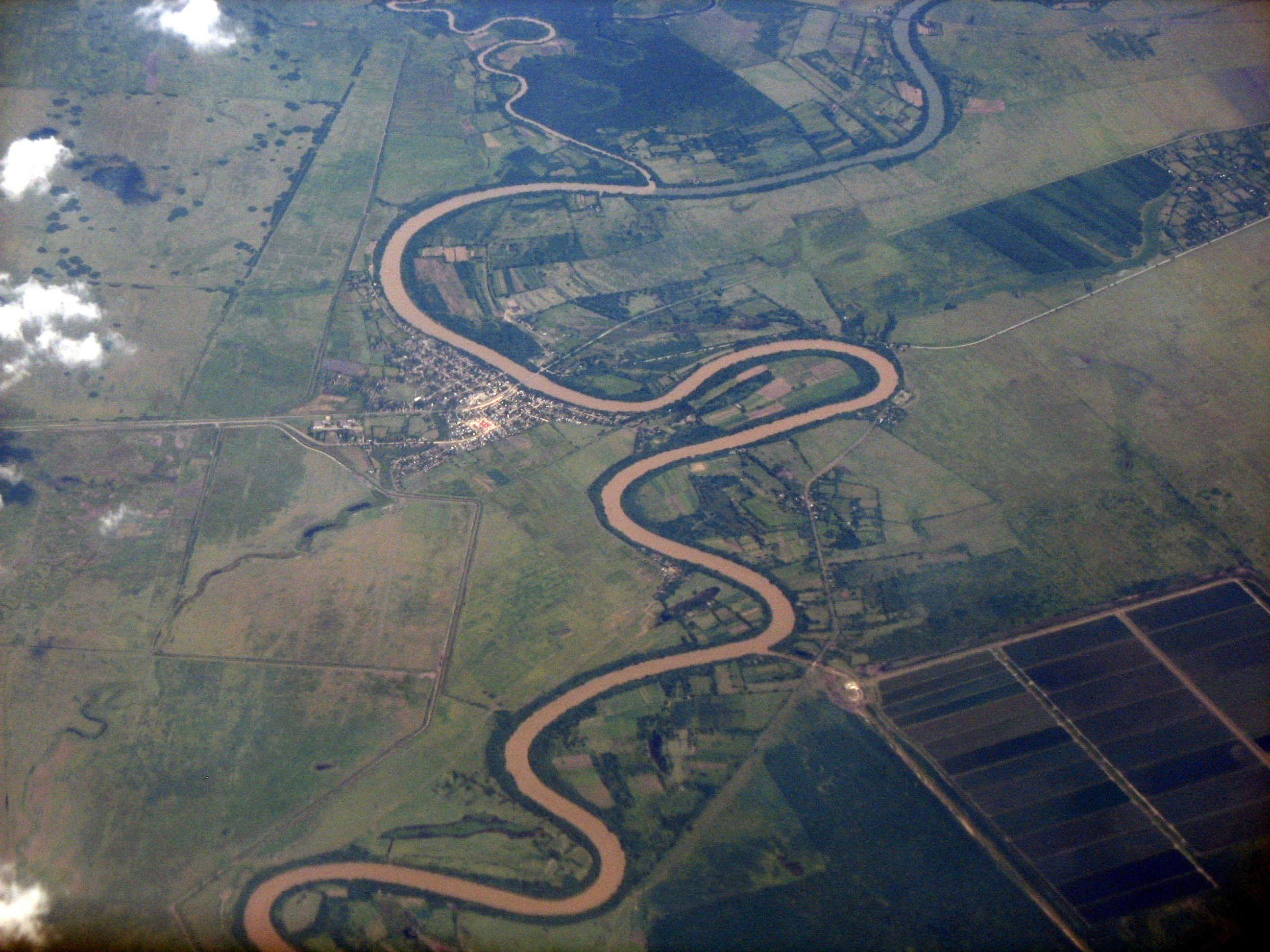
Meandres del riu Cauto a Cuba.

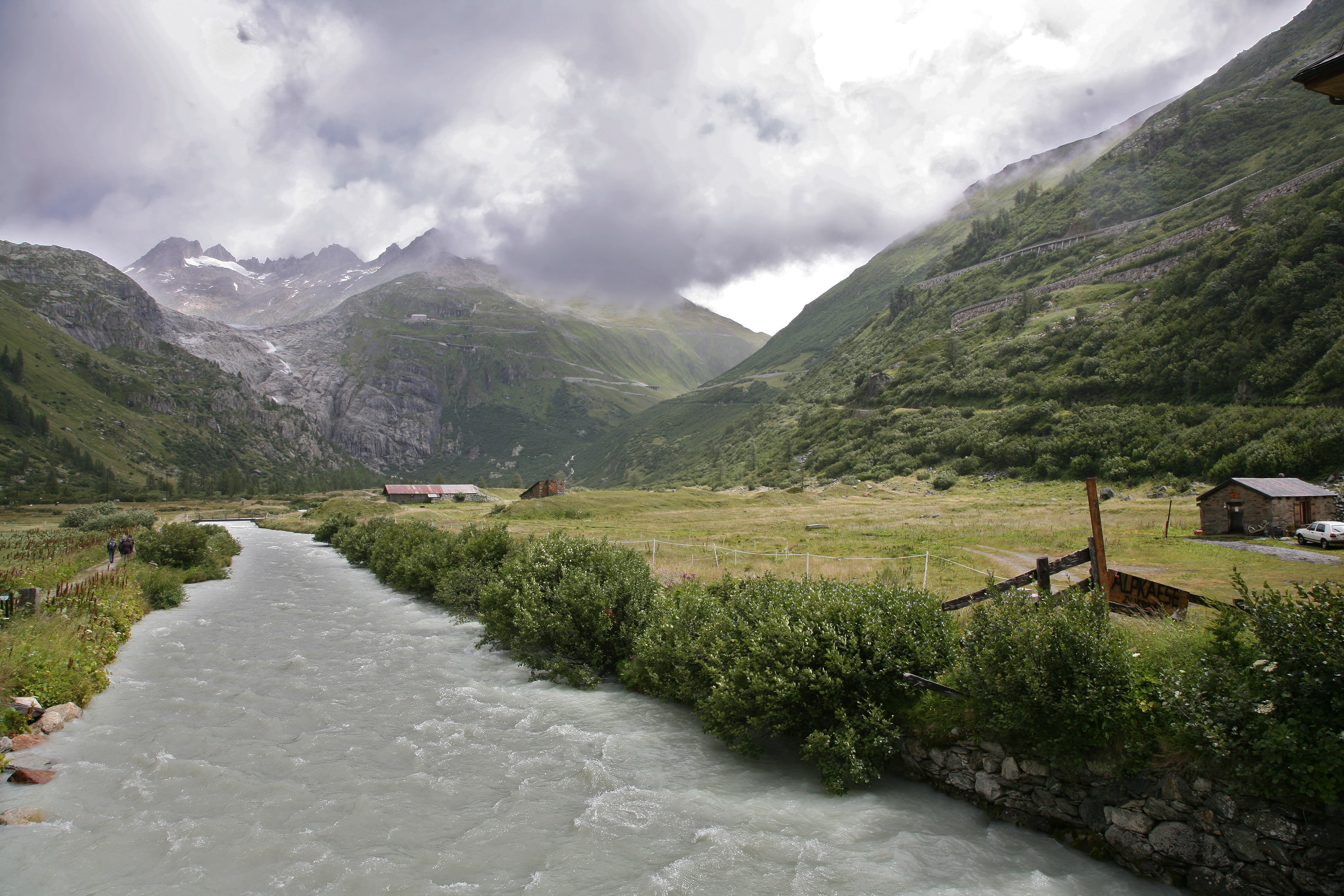
Màxima amplada, al curs superior del Roine.

Com que la forma d'ona d'un rierol meàndric segueix l'eix descendent de la vall, es pot considerar una línia recta ajustada a la corba de manera que la suma de totes les amplituds mesurades en relació amb ella sigui zero. Aquest eix representa la direcció general del corrent.
A qualsevol secció transversal, el corrent segueix l'eix sinuós, la línia mitjana de la llera. Dos punts consecutius de l'eix sinuós i de la vall defineixen un bucle del meandre. Un meandre està format per dos bucles consecutius apuntant en adreces transversals oposades. La distància d'un meandre al llarg de l'eix de la vall és la longitud del meandre o longitud d'ona. La màxima distància de l'eix de la vall a l'eix sinuós d'un bucle és l'amplada o l'amplitud del meandre. El curs en aquest punt és la cúspide o àpex.
En contrast amb les ones sinusoidals, els bucles d'un rierol serpentejant tenen una forma més circular. La curvatura varia des d'un mínim al vèrtex fins a l'infinit al punt d'encreuament (línia recta), també anomenat inflexió, perquè la curvatura canvia de direcció al veïnat. El radi del bucle es considera la línia recta perpendicular a la intersecció de l'eix de la vall i l'eix sinuós a l'àpex. Com que el bucle no és ideal, es necessita informació addicional per descriure'l. L'angle d'orientació és l'angle entre l'eix sinuós i l'eix de la vall a qualsevol punt de l'eix sinuós.
Un bucle al vèrtex té una ribera exterior convexa i una ribera interior còncava. El cinturó del meandre es defineix per l'amplada d'un meandre mitjà mesurada des de la ribera exterior a l'altra ribera exterior, en lloc de línia central a línia central. Si hi ha una plana d'inundació, s'estén més enllà del cinturó del meandre: es diu que és un meandre lliure , es pot trobar a qualsevol lloc de la plana inundable. Si no hi ha una plana d'inundació, els meandres són fixos.
Hi ha diverses fórmules matemàtiques que descriuen les variables de la geometria dels meandres. Com a resultat, alguns paràmetres numèrics que apareixen en aquestes fórmules poden ser establerts. La forma d'ona depèn en última instància de les característiques del corrent, però els paràmetres en són independents i, aparentment, són causats per factors geològics. En general, la longitud del meandre és 10-14 vegades, amb una mitjana d'11 vegades, l'amplada completa de les ribes i de 3 a 5 vegades, amb una mitjana de 4,7 vegades, el radi de curvatura al vèrtex. Aquest radi és 2-3 vegades l'amplada de la llera.
Un meandre té un patró de profunditat també. La cruïlla es caracteritza per ràpids, o llits superficials, mentre que als àpexs hi ha les piscines. En una piscina la direcció del flux és cap avall, desgastant material del llit. El volum més gran, però, flueix més lentament a l'interior de la corba, on, a causa de la reducció de la velocitat, diposita sediments.
La línia de màxima profunditat, o canal, és la línia de tàlveg o línia thalweg. Normalment, designa la frontera quan els rius s'utilitzen com a fronteres polítiques. El tàlveg abraça la ribera exterior i retorna al centre en els ràpids. La longitud d'arc del meandre és la distància al llarg del tàlveg d'un meandre. La longitud del riu és la longitud al llarg de la línia central.

## Formació

Després de la formació d'un meandre, el coll es pot tallar formant meandres abandonats.

Història de la formació i vida d'un meandre

La formació d'un meandre és un terme una mica equívoc que fa referència als factors naturals i els processos que donen lloc als meandres. La configuració en forma d'ona d'un corrent està canviant constantment. Quan es forma un canal sinusoidal, aquest està sotmès a un procés durant el qual l'amplitud i la concavitat dels bucles augmenta pels efectes del flux helicoidal a causa de l'augment de la quantitat d'erosió que passa a l'exterior d'una corba. En paraules d'Elizabeth A. Madera
| «                     | (...) aquest procés de formació de meandres sembla ser un procés autointensificat ... en què una major curvatura provoca més erosió de la riba, cosa que es tradueix en una major curvatura (...) | » |
| — Elizabeth A. Madera | |   |

El flux helicoidal s'explica com a transferència de moment des de l'interior de la corba cap a l'exterior. Tan aviat com el corrent entra en una corba part d'aquell moment es converteix en moment angular, i la conservació requeriria un augment de la velocitat a l'interior i una disminució a l'exterior, exactament el contrari del que passa. La força centrífuga eleva la superfície a l'exterior, movent la superfície de l'aigua transversalment. Aquesta aigua es mou cap avall per reemplaçar l'aigua del subsol empès de tornada al final de la corba. El resultat és el flux helicoidal, i com més gran és la curvatura, més gran és el moment angular i més forts els corrents creuats.
La qüestió a dilucidar és la raó per la qual els rierols de qualsevol mida es tornen sinuosos per primera vegada. Hi ha diverses teories, no necessàriament excloents entre si.

### Teoria estocàstica
La teoria estocàstica pot prendre moltes formes, però una de les més generals és la formulada per Scheidegger:
| «             | El tren de meandres se suposa que és el resultat de les fluctuacions estocàstiques de la direcció del flux, degudes a la presència aleatòria dels canvis de direcció per obstacles al curs del riu. | » |
| — Scheidegger | |   |

Tot i això, en el cas d'una zona d'escàs pendent, el cabal dels corrents fluvials poden donar origen a revolts o meandres que no sempre es deuen a l'atzar, ja que predominen els meandres cap a l'esquerra (és a dir, cap a l'est) a causa del moviment de rotació terrestre i a la consegüent major o menor energia dissipada pel corrent d'acord amb aquest moviment. Les superfícies naturals són erosionables en diferents graus segons el pendent i la constitució del sòl i del subsol. El resultat de tots els factors físics que actuen a l'atzar motiva que els cursos no siguin rectes, i que després es converteixin progressivament en sinuosos. Fins i tot els cursos o canals que semblen rectes tenen un tàlveg sinuós que condueix finalment a un canal sinuós en anar-se'n exagerant.

### Teoria de l'equilibri
En la teoria de l'equilibri, els meandres disminueixen fins que el gradient del corrent assoleix un equilibri entre l'erosionabilitat del terreny i la capacitat de transport del corrent (tant d'aigua com de dipòsits) Una massa d'aigua descendent ha de renunciar a l'energia potencial, que, tenint en compte que té la mateixa velocitat al final que al principi, s'elimina per la interacció amb el material del llit del corrent. La distància més curta, és a dir, un canal recte, dona els resultats més alts d'energia per unitat de longitud, cosa que altera més les lleres, crea més sediments i l'agradació del corrent. La presència de meandres al llarg del curs permet ajustar-ne la longitud fins a aconseguir un equilibri d'energia per unitat de longitud en què el corrent porta lluny tots els sediments que produeix.

### Teoria geomòrfica/morfotectònica
Geomòrfic es refereix a l'estructura de la superfície del terreny i morfotectònic té a veure amb allò més profund, o tectònic (la placa), amb l'estructura de la roca. Les característiques incloses en aquestes categories no són a l'atzar i guien els rierols per camins no aleatoris. Són els obstacles previsibles els que instiguen la formació de meandres per desviar el rierol. Per exemple, un banc de sorra (geomòrfic) podria desviar la riera, causant o influint en el patró de meandres, o el corrent pot ser guiat per l‟existència d‟una falla (morfotectònica).

## Accidents geogràfics associats

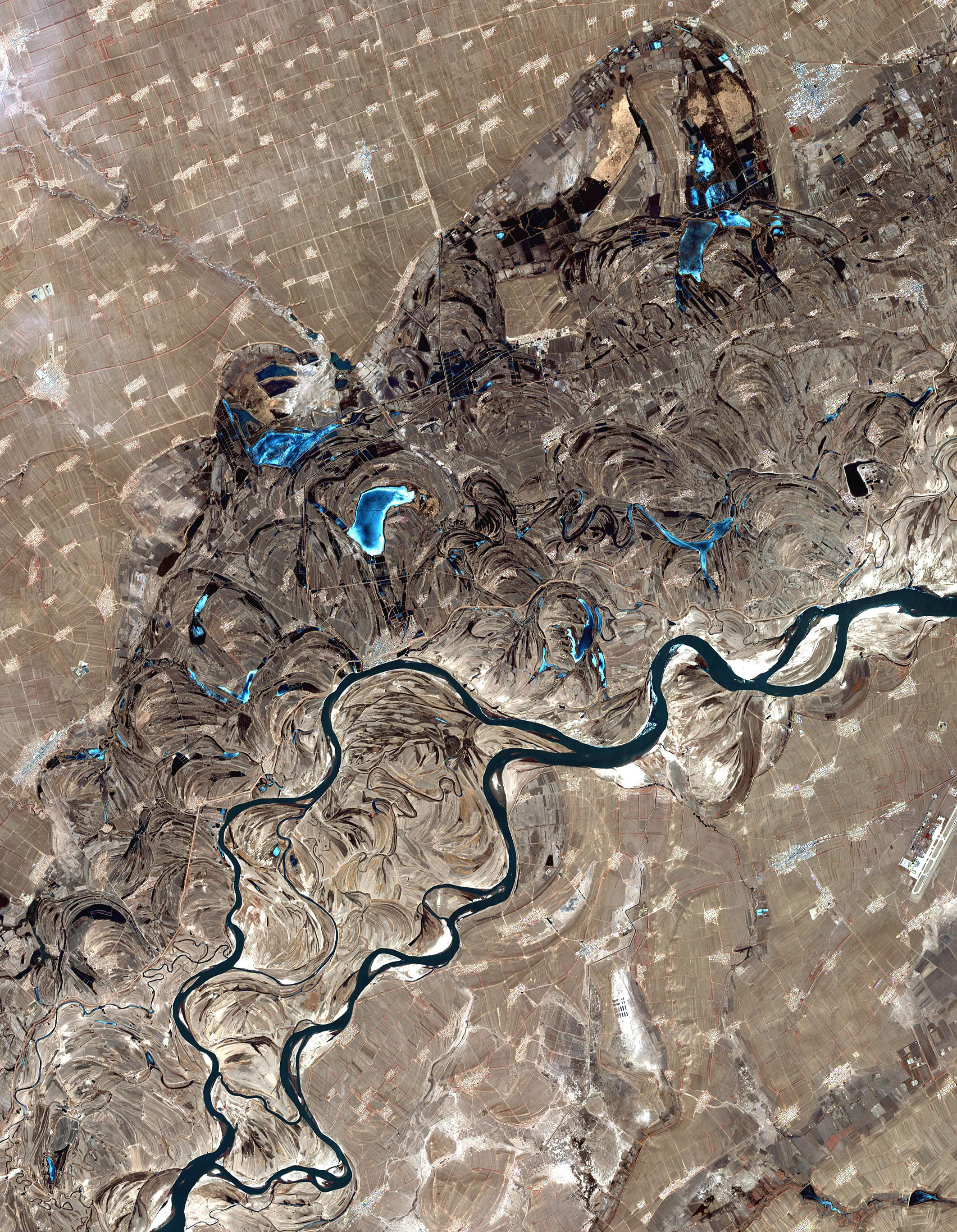
Meandres, barres de desplaçament i meandres encaixats en el riu Songhua.

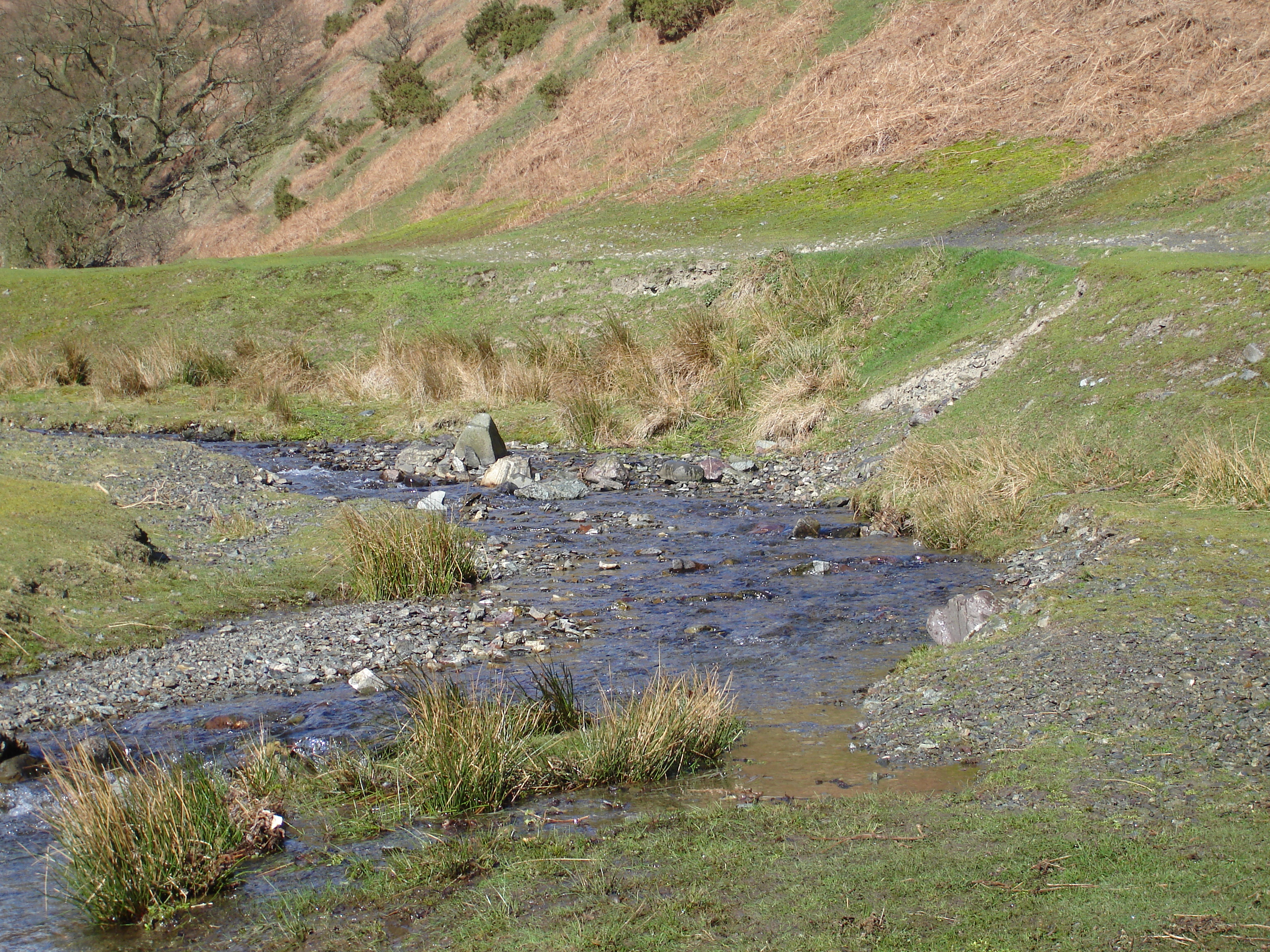
El lliscament deposicional del pendent està a l'esquerra, mentre que hi ha un petit penya-segat del riu a la dreta.

### Mecànica de l'erosió
La majoria dels meandres es produeixen al curs inferior del riu. L'erosió és més gran a l'exterior de la corba on la velocitat és més gran. La deposició de sediments es produeix a la vora interior pel fet que el riu, desplaçant-se lentament, no pot portar la seva càrrega de sediments, creant un lliscament del pendent, anomenat un punt bar (point bar). El moviment més ràpid a l'exterior de la corba té més capacitat erosiva i el meandre tendeix a créixer en la direcció cap a fora de la corba, formant un petit penya-segat o ribera retallada (cut bank). Això es pot observar a les zones en què creixen salzes a les riberes dels rius; a l'interior dels meandres, els salzes estan sovint molt lluny de la riba, mentre que a l'exterior de la corba, les arrels dels salzes estan sovint exposades inferiorment el que, finalment, porta els arbres a caure al riu. Això mostra la circulació del riu. La caiguda es produeix en general a les parts còncaves de les ribes, provocant moviments de masses, com ara lliscaments.

### Tipus

#### Meandres divagants
Constitueixen els meandres més freqüents al curs inferior dels rius. La seva presència indica un pendent molt escàs del riu i són els dipòsits de les riberes, especialment de la riba dreta, els que obliguen el riu a serpentejar sobre una llera divagant.

#### Meandre abandonat
Els meandres abandonats (galacho en castellà i aragonès) es formen a partir de meandres amb corbes molt tancades. Durant una forta riuada, el riu té prou força per inundar el camí més curt, canviant el terreny. Quan baixa el nivell de l'aigua, el curs del riu no transcorre ja pel meandre, sinó per la nova llera oberta pel riu, assecant-se amb el temps el llac en ferradura que s'havia format en el meandre decapitat.
La vella llera del meandre continua conservant part de l'aigua a les zones més baixes (aquesta aigua es pren del riu per filtració, durant les avingudes que tornen a inundar l'antic curs del riu, per les precipitacions i la que us pot arribar d'altres cursos d'aigua), formant-se un conjunt de llacunes que desapareixen lentament a causa de la invasió per vegetació (com els canyissars), la sedimentació i la colmatació.

#### Meandres encaixats

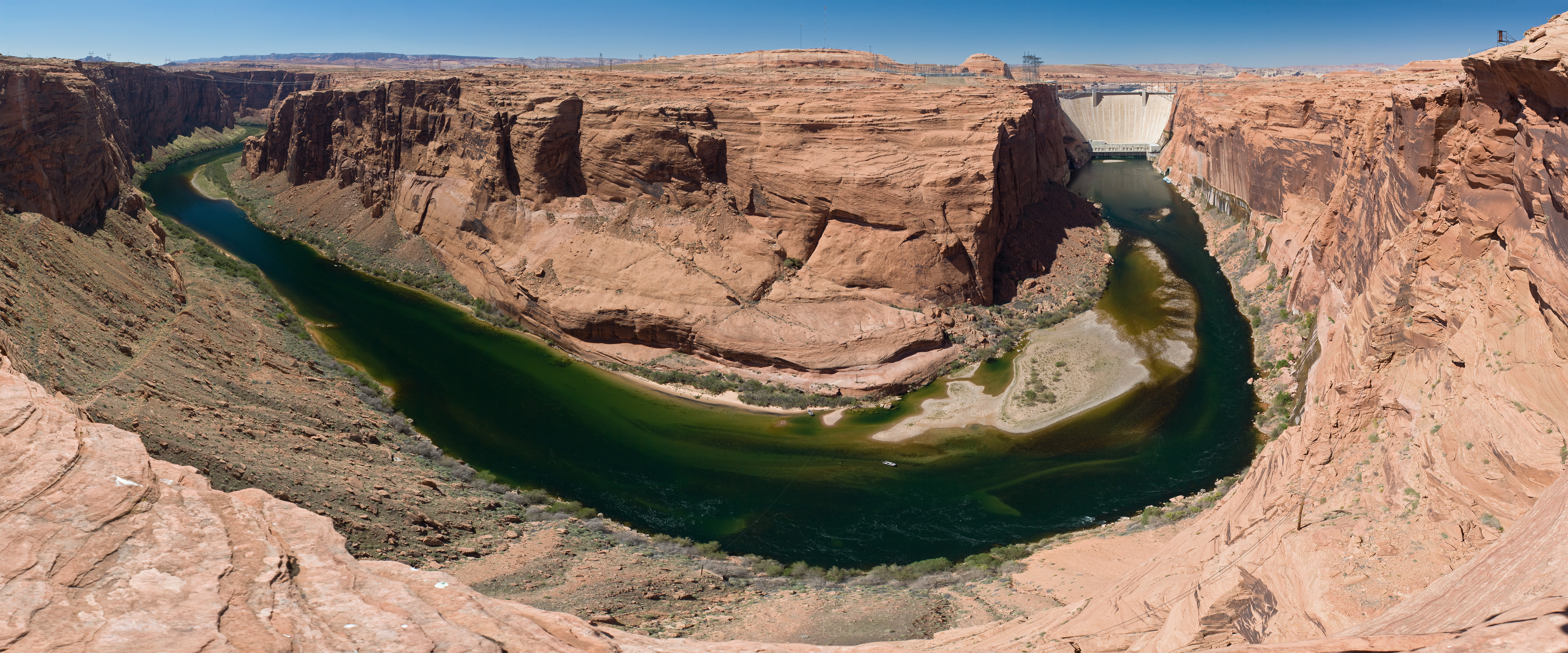
Glen Canyon.

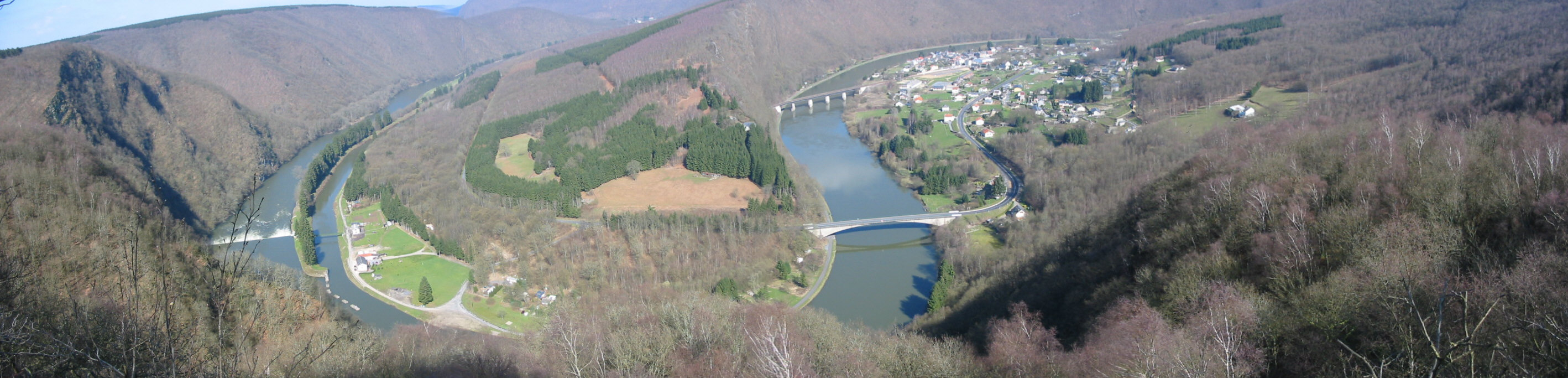
Meandres encaixats al riu Mosa, al Massís de les Ardenes.

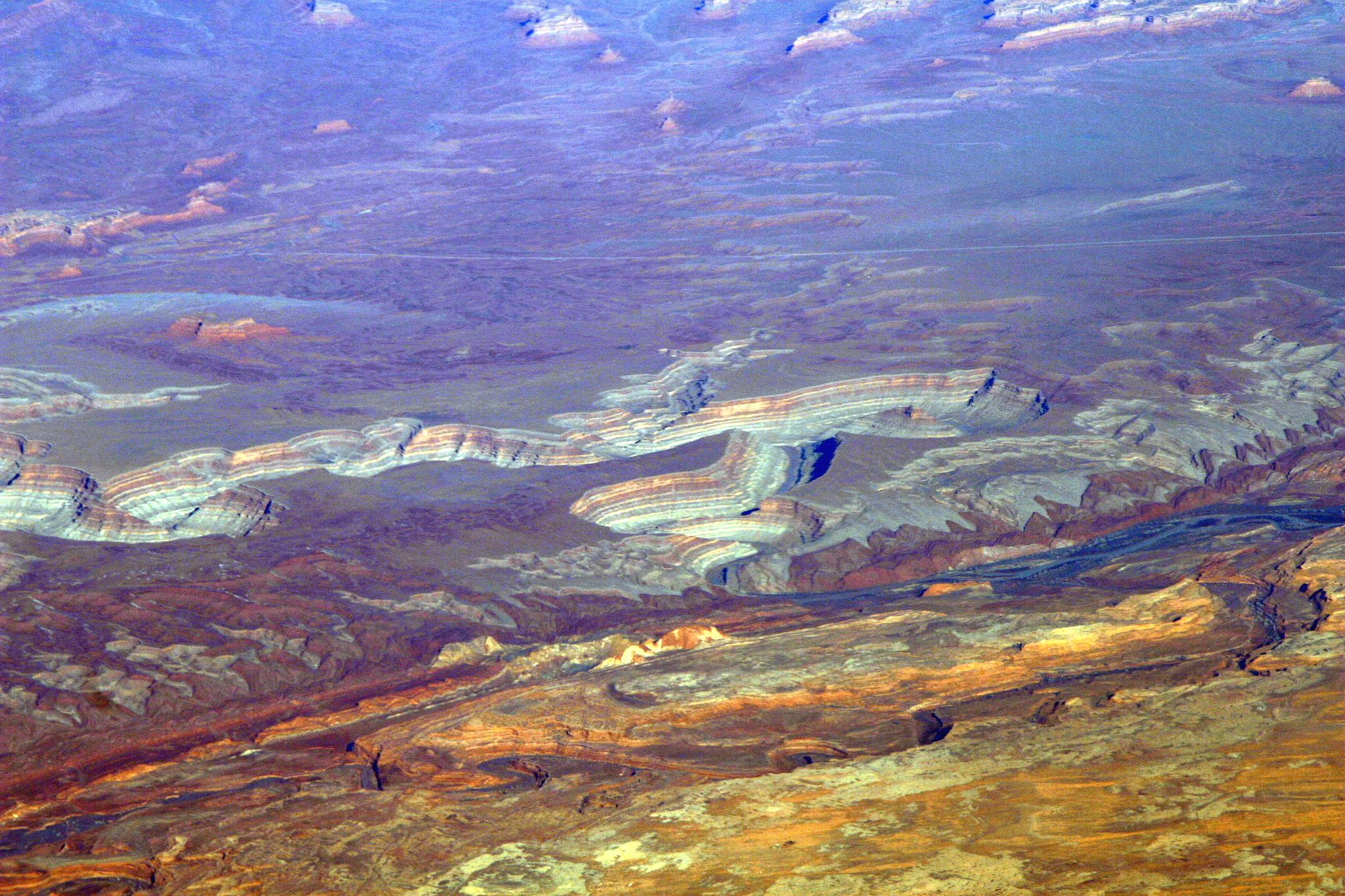
Goosenecks of the San Juan, Utah. Observeu el meandre tallat al centre dreta.

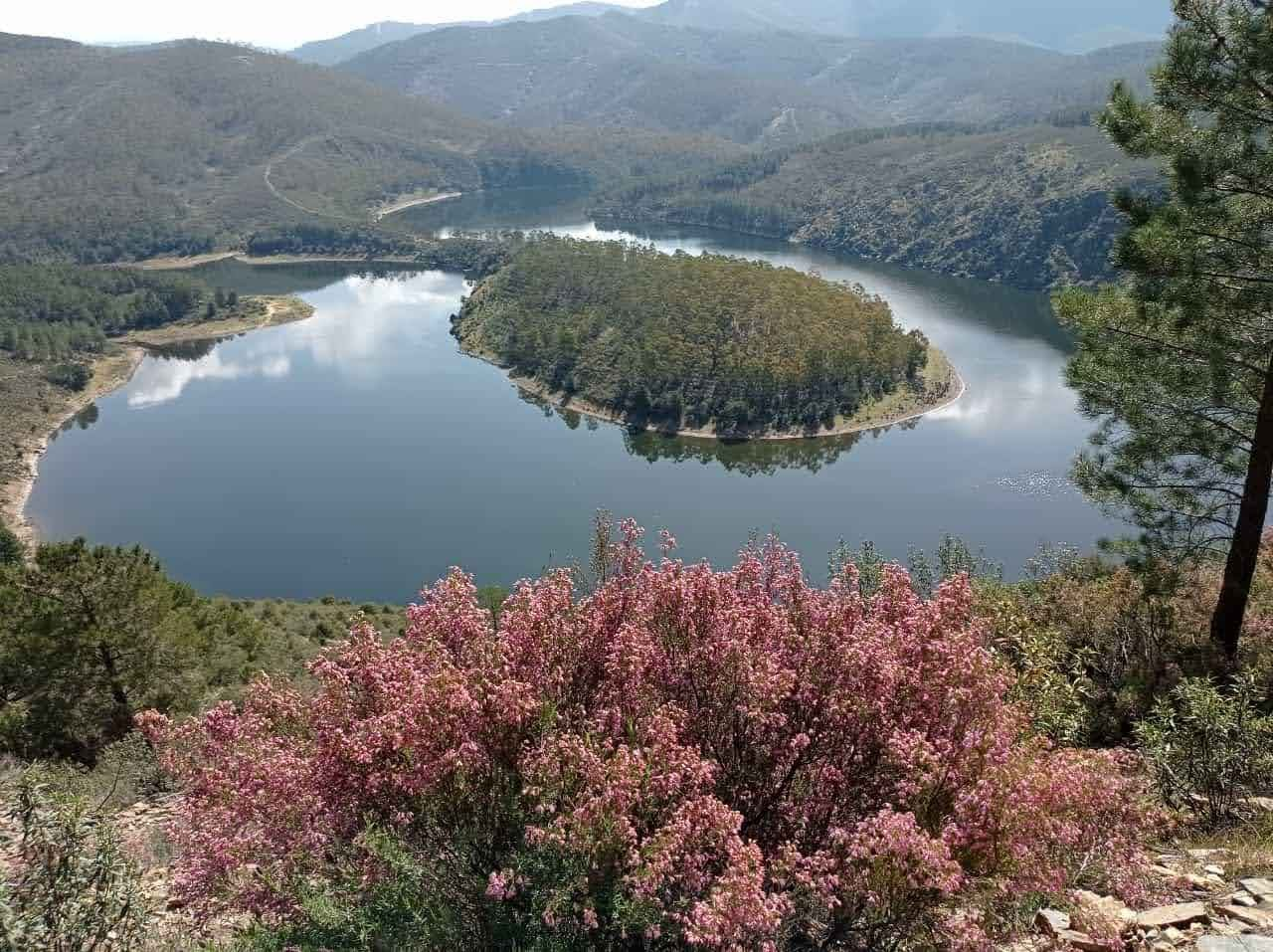
Meandre Melero

Si la regió per la qual circula el corrent es veu sotmesa més tard a una elevació tectònica, els cursos meàndrics reprenen de nou l'erosió cap avall, en un procés conegut com a rejoveniment. Els meandres acabaran sent una profunda vall, i són coneguts com a meandres encaixats. Els rius de l'altiplà de Colorado i els rierols de l'altiplà d'Ozark tenen diversos meandres destacats d'aquest tipus. Els meandres encaixats també poden formar-se amb un descens global del nivell bàsic a causa del descens al nivell del mar. Els meandres encaixats són llocs desitjables per a la construcció de fortificacions.

#### Barres
Les barres són el resultat de migracions laterals contínues d'un bucle d'un meandre que crea una cresta asimètrica i una topografia deprimida a l'interior de les corbes. La topografia, en general, paral·lela al meandre està relacionada amb la migració de les formes de barra i les tornades en què es tallen els sediments a terme des de l'exterior de la corba i el dipòsit de sediments a l'aigua que flueix lent a l'interior del bucle, en un procés anomenat acreció lateral. Les barres de sediments es caracteritzen per la cruïlla de la llera i un patró de refinats alçaments Aquestes característiques són el resultat de la dinàmica fluvial del sistema, on els grans de sediment més grans transporten alta energia durant les crescudes i després cauen a poc a poc cap avall, dipositant material més petit amb el temps (Batty 2006). Els dipòsits als meandres dels rius són, en general, homogèniament i lateralment expansius a diferència dels més heterogenis dipòsits del riu.
Hi ha dos patrons de dipòsit de barres: el patró d'acreció d'Eddy i el patró de punt bar. Quan es mira la vall del riu es poden distingir perquè el punt-bar són pautes de desplaçament convex i l'acreció Eddy són còncaus. Les barres sovint són més clares als cims de les serralades i més fosques a les canals. Això és degut al fet que la part superior pot ser modelada pel vent, sigui afegint o traient grans i mantenint la zona sense vegetació, mentre que la foscor a les canals pot atribuir-se al rentatge de llim i argiles en períodes de crescuda. Això afegeix sediments a més que l'aigua que queda a les canals és, alhora, un entorn favorable per a la vegetació que també s'acumula a les canals.

## Conceptes associats

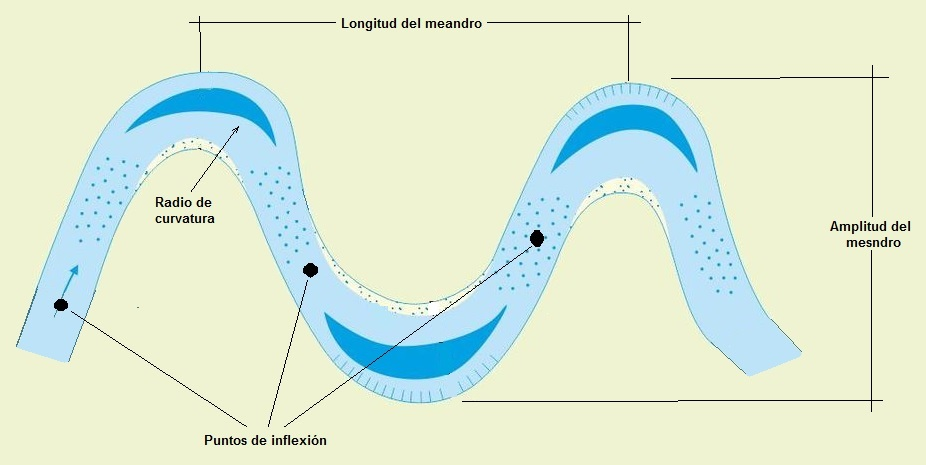
Característiques dels meandres

Lòbul del meandre

La ràtio de meandres o índice de sinuosidad és una forma de quantificar la quantitat de meandres d'un riu o rierol (quan es desvia el curs de la ruta més curta possible). Es calcula com la longitud del curs dividida per la longitud de la vall. Un riu perfectament recte tindria una ràtio de meandres d'1 (que seria la mateixa longitud que la seva vall), mentre que com més gran que 1 sigui la ràtio, més meandres tindrà el riu.
L'índex de sinuositat es calcula a partir d'un mapa o d'una fotografia aèria mesurant la distància, coneguda com a abast, que ha de ser d'almenys 20 vegades l'amplada mitjana de la llera. La longitud del corrent es mesura pel tàlveg o thalweg, la longitud més l'abast, mentre que el valor inferior de la relació és la longitud vall avall o la distància aèria del corrent entre dos punts que fixen la zona abastada.
L'índex de sinuositat té un paper en les descripcions matemàtiques dels rierols. L'índex potser necessiteu ser elaborat a causa que la vall no tingui sempre meandres; per exemple, la longitud vall avall no és idèntica a l'abast. En aquest cas, l'índex de la vall és la ràtio meandre de la vall, mentre que l'índex de canal és la ràtio de meandre del canal. L'índex de sinuositat del canal és la longitud del canal dividida per la longitud de la vall estàndard i l'índex de sinuositat és l'índex de canal dividit per l'índex de vall. Les distincions poden arribar a ser fins i tot més subtils
L'índex de sinuositat també té una utilitat no-matemàtica. Els rierols es poden classificar en categories d'acord amb aquests índexs; per exemple, quan l'índex és d'entre 1 a 1,5 el riu és sinuós, però si està entre 1,5 i 4, aleshores tindrà meandres. L'índex és també una mesura de la velocitat de l'aigua i de la càrrega de sediments, que seran màxims en un índex d'1 (recte).

## Característiques geomètriques
Amb base en estudis de caràcter estadístic i mitjançant regressions alguns autors com Leopold han pogut establir algunes relacions entre la longitud dels meandres (L) i l'amplada del canal (w) i també amb el radi mitjà de curvatura (rm). A continuació es donen les fórmules empíriques calculades per l'investigador.
{\displaystyle L=4.7*{r_{m}}^{0.96}}
{\displaystyle L=10.9*w^{1.01}}

On L; rm; i, w s'expressen en peus.